# 4249-es busz
A 4249-es jelzésű autóbuszvonal Nyíregyháza, Kótaj, Buj, Tiszabercel, Gávavencsellő és Balsa között húzódó regionális vonal, amelyet a MÁV Személyszállítási Zrt. üzemeltet.

## Útvonala
A Szabolcs-Szatmár-Bereg megye legfőbb városából, Nyíregyházáról, annak is vasútállomása mellett elhelyezkedő autóbusz-állomásáról indul. Útját a négysávos Vasgyár utcán, a megyeszékhely körútján kezdi el északi irányban. Nyíregyházán belül több csomóponton keresztül vezet útja, ezalatt az összes Nagycserkesz és Nyírtelek felé irányuló buszvonaltól eltávolodik. A Széna téren jobbra kanyarodik a Búza tér felé, a Kelet Áruházhoz eső kereszteződésben pedig a Sóstói úton közlekedik, keresztezi a 36-os főútat, a nyíregyházi Városi Stadion és a város egyik kórháza mentén elhagyja azt.
Elsőként a Nyíregyházához tartozó Sóstógyógyfürdő városrészt tárja fel, eképp vasútállomását és három forgalmasabb megállójában nevezetességeit, látnivalóit a naggyá kinőtt lakott területen. Északi csücskében a libabokori elágazásban, 11 kilométer után végképp elhagyja a várost. A Nagyhalász–Nyírbogdány–Tiszabercel települések csomópontjában utóbbit választja magának, elsőként Kótajba ér. Az Alföld tájaihoz híven itt is jelen vannak a vízfolyások, csatornarendszerek, valamint a nagyjából rendezett faluképek. A 3823-as mellékút "L" alakot formál a 4249-es buszoknak, mielőtt érintené Buj községet. Buj arról nevezetes, hogy benzinkútján, postáján, iskoláján, orvosi rendelőjén túl Herminatanya részében válik ketté a mára megszűnt Nyírvidéki Kisvasút (118-as és 119-es vonal) vasúti hálózata, ezzel együtt itt van a vonal felezőpontja is.
Tovább a síkságon, mezőföldek övezésében, ismételt kereszteződésen túl Tiszabercelt útvonalára fűzi attól független, hogy célja nem erre van a legközelebb. A Tiszaparti falu szintén a kisvasúttal is bejárt volt, mint ahogy a vele szomszédos Gávavencsellő is, ami sokáig a vonal végállomásaként szolgáló település volt. A Gáva és Vencsellő településrészekből álló nagyközséget a Lónyai-főcsatorna is körbefolyja, széles infrastruktúra jellemzi, hiszen a környék egyik legnagyobb települése.
A Nyíregyházától kanyargó buszvonal végállomása Balsán található. A Tisza egyik partján a Nyíregyháza–Balsa-Tiszapart-vasútvonal végpontja, másik partján a Borsod-Abaúj-Zemplén megyei Kenézlő rejlik meg. Az utolsó megálló a főutcán (Szabolcsvezér utca), a falu nyugati felében van.

## Közlekedése
Indításai mindennap történnek, gyakori jelleggel. A reggeli órákban jellemzőek a dupla indítások (Balsáról, Kótajról) vagy a kiegészítő járatok (Bujról, Kótajról).
Útja során nem minden megállóban tesz megállást, ez leginkább Nyíregyháza és annak vonzáskörzetére értendő. A libabokori elágazástól egészen Tiszabercelig egyetlen járattal sem fut egy úton, így a Nyírvidéki Kisvasút települései kizárólag erre az autóbuszvonalra támaszkodhatnak, ami a tömegközlekedést illeti. Nyíregyháza és Balsa kapcsolata hétvégén is minimum 3 alkalommal biztosított.

### Üzemeltetése
Nyíregyháza, a közbenső települések és Balsa között 1911 és 2009 között a Nyírvidéki Kisvasút 118-as vonala feküdt. A 39 kilométeres szakasz utolsó napjaiban a menetidő csaknem 2 óra volt, a kihasználatlanság végett szűnt meg Kótaj, Buj, Tiszabercel, Gávavencsellő és Balsa vasútja. A végső napokhoz képest mintegy 20 évvel előtte az autóbuszos személyszállítás is megalakult ugyanezen települések érintésével, a Trans-Vonal Közlekedési Kft. üzemeltetésében. A közúton való összeköttetés mind menetidőben, mind kényelemben egy fejlődésnek bizonyult a vasúttal szemben, ennek volt köszönhető annak leépülése.
2025. március 31-ig a Trans-Vonal volt a 4249-es buszok üzemeltetője. Április 1-től az egész ország regionális és távolsági közlekedését a MÁV Személyszállítási Zrt. vette át, így több-másik viszonylat mellett a Nyíregyháza és Balsa közötti buszjáratok is a Volán kezelése alatt állnak.

### Törzsjárművei
A Trans-Vonal eddig Mercedes, Neoplan és Setra márkájú autóbuszokat kínált, mely az igényeket teljes mértékben kielégítette. 2025-től a Volán ígérete a Volvo 8900-as autóbuszok megjelenése és ingázása.
| Viszonylat                                          | Indításszám       | Közlekedési rend          |
| --------------------------------------------------- | ----------------- | ------------------------- |
| Nyíregyháza, aut. áll. – Kótaj, aut. ford.          | 5 oda, 2 vissza   | tanítási napokon          |
| Nyíregyháza, aut. áll. – Kótaj, aut. ford.          | 2 oda, 1 vissza   | tanszünetben munkanapokon |
| Nyíregyháza, aut. áll. – Buj, Herminatanya vá.      | 5 oda, 7 vissza   | munkanapokon              |
| Nyíregyháza, aut. áll. – Buj, Herminatanya vá.      | 1 pár             | szabadnapokon             |
| Nyíregyháza, aut. áll. – Buj, Herminatanya vá.      | 1 vissza          | munkaszüneti napokon      |
| Nyíregyháza, aut. áll. – Tiszabercel, Bessenyei Tsz | 1 pár             | munkanapokon              |
| Nyíregyháza, aut. áll. – Balsa, Szabolcsvezér u.    | 11 pár            | tanítási napokon          |
| Nyíregyháza, aut. áll. – Balsa, Szabolcsvezér u.    | 11 oda, 10 vissza | tanszünetben munkanapokon |
| Nyíregyháza, aut. áll. – Balsa, Szabolcsvezér u.    | 5 pár             | szabadnapokon             |
| Nyíregyháza, aut. áll. – Balsa, Szabolcsvezér u.    | 4 oda, 3 vissza   | munkaszüneti napokon      |
| Nyíregyháza, Rákóczi u. 50. ➝ Kótaj, aut. ford.     | 1 oda             | tanítási napokon          |

## Megállóhelyei
| 0  | Nyíregyháza, autóbusz-állomás végállomás                                          | 0.0 km  | 1, 1A, 2, 3, 4, 4Y, 7, 8, 8Y, 10, 10J, 10Y, 12, 12Y, 14, 14F, 20, 21, 22, 24, 25, 29, 30, 44, 44A, 90E, 91, 93, 93E, 95, 95E, 96, 900, 901, 902, H30, H31, H32, H35, H38, H40 1369, 1370, 1426, 1427, 1446, 1449 3877, 3881, 4200, 4201, 4202, 4203, 4205, 4206, 4207, 4208, 4209, 4210, 4211, 4212, 4213, 4214, 4215, 4216, 4217, 4218, 4219, 4220, 4221, 4222, 4224, 4225, 4231, 4232, 4233, 4234, 4235, 4236, 4237, 4238, 4239, 4240, 4241, 4242, 4243, 4248, 4250, 4253, 4271, 4281, 4282, 4290, 4291, 4304, 4381, 4570 |
| 1  | Nyíregyháza, Mező utca 5. (↓) Nyíregyháza, konzervgyár (↑)                        | 1.0 km  | 1, 1A, 2, 4, 4Y, 9, 12, 12Y, 14, 14F, 17, 17Y, 20, 21, 22, 24, 25, 27, 29, 49, 49B, 51, 92, 93, 94, 94L, 95, 95E, 900, 901, 902, H32, H38, H40 1370 4200, 4201, 4202, 4203, 4205, 4206, 4207, 4208, 4212, 4214, 4233, 4234, 4236, 4239, 4240, 4241, 4248, 4271 |
| 2  | Nyíregyháza, Rákóczi utca 50. (↓) Nyíregyháza, Mező utca (↑) vonalközi végállomás | 1.4 km  | 1, 1A, 2, 4, 4Y, 9, 12, 12Y, 14, 14F, 17, 17Y, 20, 21, 22, 24, 25, 27, 49, 49B, 51, 92, 94, 94L, 900, 902, H32, H38, H40 4215, 4216, 4217, 4218, 4219, 4220, 4221, 4222, 4225, 4226, 4232, 4238, 4290, 4291, 4381 |
| 3  | Nyíregyháza, Kossuth utca 9.                                                      | 2.5 km  | 8, 8E, 8Y, 13, 13Y, H38 4200, 4201, 4202, 4203, 4212, 4214, 4271 |
| 4  | Nyíregyháza, Városi Stadion                                                       | 3.5 km  | 8, 8Y, 13, 13Y, 24, 94, 94L, 900, H38 |
| 5  | Nyíregyháza, Sóstói úti kórház                                                    | 4.6 km  | 8, 8E, 8Y, 12, 12Y, 13, 13Y, 24, 27, 55, 55A, 70, 90E, 92, 94, 94L, 900, H38 4200, 4201, 4202, 4203, 4214, 4271 |
| 6  | Nyíregyháza, Vénusz utca                                                          | 7.4 km  | 5, 7, 14, 14F, 55, 900 4200, 4201, 4202, 4203, 4214, 4271 |
| 7  | Nyíregyháza, Berenát utca                                                         | 8.3 km  | 5, 7, 14, 14F, 55, 70, 900 4200, 4201, 4202, 4203, 4214, 4271 |
| 8  | Nyíregyháza, János-hegy lakópark                                                  | 9.7 km  | 5, 7, 14, 14F 4200, 4201, 4202, 4203, 4214, 4271 |
| 9  | Libabokori elágazás                                                               | 11.3 km | 4200, 4201, 4202, 4203, 4214, 4271 |
| 10 | Kótaj, Tsz-telep                                                                  | 14.9 km | |
| 11 | Kótaj, katolikus templom                                                          | 15.8 km | |
| 12 | Kótaj, orvosi rendelő                                                             | 16.7 km | |
| 13 | Kótaj, Árpád utca 31. (vasúti megállóhely)                                        | 17.1 km | |
| 14 | Kótaj, autóbusz-forduló vonalközi végállomás                                      | 17.6 km | |
| 15 | Buj, Rákóczi utca 62.                                                             | 25.4 km | |
| 16 | Buj, Béke mozi                                                                    | 25.8 km | |
| 17 | Buj, művelődési ház                                                               | 26.8 km | |
| 18 | Buj, Kossuth utca 69-71.                                                          | 27.6 km | |
| 19 | Buj, Herminatanya vasútállomás vonalközi végállomás                               | 28.3 km | |
| 20 | Tiszabercel, szakiskola                                                           | 32.6 km | 4200, 4201 |
| 21 | Tiszabercel, általános iskola                                                     | 33.5 km | 4200, 4201 |
| 22 | Tiszabercel, Vásártér utca 36.                                                    | 34.2 km | 4201 |
| 23 | Tiszabercel, Vásártér utca                                                        | 34.7 km | |
| 24 | Tiszabercel, Bessenyei Tsz vonalközi végállomás                                   | 35.5 km | 4201 |
| 25 | Gávavencsellő, Petőfi utca 167.                                                   | 38.5 km | 4201 |
| 26 | Gávavencsellő, Petőfi utca 147.                                                   | 38.8 km | 4201 |
| 27 | Gávavencsellő, Hősök tere                                                         | 39.4 km | 4201, 4243, 4245 |
| 28 | Gávavencsellő, községháza                                                         | 40.5 km | 4201, 4243, 4245 |
| 29 | Gávavencsellő, Dózsa György utca 56.                                              | 41.3 km | 4201, 4243, 4245 |
| 30 | Gávavencsellő, Toldi Miklós utca                                                  | 42.0 km | 4201, 4243, 4245 |
| 31 | Balsa, Rákóczi utca 2.                                                            | 43.2 km | 4243, 4245 |
| 32 | Balsa, orvosi rendelő                                                             | 43.9 km | 4243, 4245 |
| 33 | Balsa, Szabolcsvezér utca végállomás                                              | 44.4 km | 4243, 4245 |